# (33253) 1998 HJ29
1998 HJ29 (asteroide 33253) é um asteroide da cintura principal. Possui uma excentricidade de 0.13630990 e uma inclinação de 10.64533º.
Este asteroide foi descoberto no dia 20 de abril de 1998 por LINEAR em Socorro.